# Aethomys
Aethomys és un gènere de rosegadors de la família dels múrids. Aethomys només viu a l'Àfrica subsahariana.

## Taxonomia
Al gènere hi pertanyen rosegadors de petites dimensions, amb una llargada de cap a gropa de 104 a 200 mm, una cua de 81 a 202 mm i un pes de fins a 158 g.

## Classificació
Conté les següents espècies:
- Aethomys adamanticola †
- Aethomys bocagei
- Rata roquera roja (A. chrysophilus)
- Aethomys deheinzelini †
- Aethomys hindei
- Aethomys ineptus
- Aethomys kaiseri
- Aethomys lavocati †
- Aethomys modernis †
- Aethomys nyikae
- Aethomys silindensis
- Aethomys stannarius
- Aethomys thomasi